# Thomas Hewet
Pour les articles homonymes, voir Hewet.
Thomas Hewet ou Hewett (9 septembre 1656 - 9 avril 1726) est un architecte, arpenteur et propriétaire foncier anglais.

## Biographie

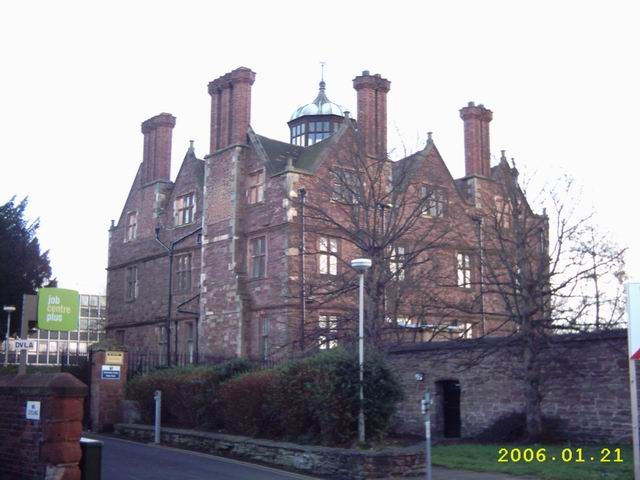
Whitehall, la résidence Prynce à Shrewsbury

### Origines et éducation
Il est le fils de William Hewet de Shireoaks Hall (en), Nottinghamshire, et de sa femme Mary, deuxième fille de Sir Richard Prynce le jeune (1598–1665) de l'Abbaye de Shrewsbury,.
William, son père, est décédé à peu près en même temps que son grand-père, Sir Thomas Hewett de Shireoaks Hall, décédé en 1660. Thomas devient donc l'héritier des domaines de son père, dont Shireoaks, à l'âge de quatre ans, mais doit attendre sa pleine majorité avant d'entrer en possession. Pendant ce temps, il fait ses études à la Shrewsbury School et à Christ Church d'Oxford, où il est inscrit en 1676 et étudie pendant environ quatre ans.
Ensuite, il devient officier des Yeomen of the Guard du roi Charles II et, après un mandat, il passe environ cinq ans à voyager sur le continent européen, visitant la France, la Hollande, la Suisse, l'Allemagne et l'Italie.

### Mariage
A Genève en 1689, il épouse Frances, fille de Richard Betenson (1602-1679) de Scadbury (près de Chislehurst) dans le Kent par Albinia Wray, fille et cohéritière de Sir Christopher Wray et Albinia Cecil, fille d'Edward Cecil, 1er vicomte Wibledon. Frances Wray, tante de Mme Hewett, est la veuve de Sir Henry Vane le Jeune. Thomas Hewett retourne en Angleterre avec elle, ayant développé des excentricités dont un goût pour l'athéisme, pour devenir maître de ses terres. Une collection de lettres écrites à Frances Hewett par Mary Pierrepoint (plus tard Lady Mary Wortley Montagu) vers 1710-1717 subsiste.

### Carrière

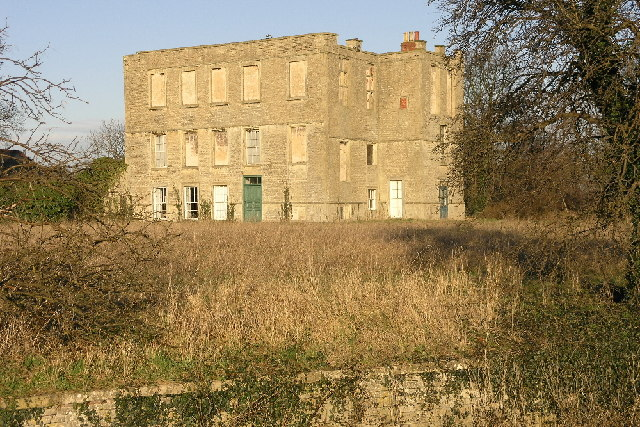
Shireoaks Hall, la résidence Hewett près de Worksop

Il devient architecte et gagne quelques clients précieux. Il construit une bibliothèque à Piccadilly pour Charles Spencer, 3e comte de Sunderland et conseille Thomas Parker, 1er comte de Macclesfield sur la restauration du château de Shirburn (en), dans l'Oxfordshire. Il est nommé arpenteur général des bois en 1701 et 1714. Une correspondance de 1708-1711 avec le duc de Newcastle subsiste. En 1719, l'année où il est fait chevalier, Sunderland le recommande pour le poste d'arpenteur des travaux du roi basé à la Tour de Londres. Il est élu membre de la Royal Society en 1721,.
À son siège familial, Shireoaks Hall, il effectue des rénovations et des améliorations majeures, remodelant la façade, ajoutant une aile et créant des avenues et un jardin d'eau. Les travaux ne sont pas entièrement terminés à sa mort en 1726, mais il laisse des fonds pour son achèvement. « Attendu que j'ai commencé la construction de la maison dans le bois appelé Scratoe et que j'ai également conçu pour faire plusieurs coupes et autres ornements dans et autour dudit bois selon un projet et un dessin que j'en ai fait et dessiné », il, par conséquent, habilite ses administrateurs à tirer de sa succession des loyers suffisants pour achever les travaux au cas où il mourrait avant qu'ils ne soient terminés. À cela, il ajoute immédiatement que s'il meurt près de Worksop, il souhaite être enterré dans le chœur de l'église de Wales, Yorkshire, "de la manière que je dirigerai par une note écrite".

## Sources
- « Sir Thomas Hewet (1656-1726) » [archive du 22 juillet 2012], Rotherham Web (consulté le 19 novembre 2012)
- « Hamlets in the Parish of Worksop:Shireoaks », Nottinghamshire History (consulté le 19 novembre 2012)
- « Shireoaks Hall » [archive du 30 août 2012] (consulté le 19 novembre 2012)